# Pavel Petržílek
Pavel Petržílek (* 23. prosince 1939) je bývalý český politik, v 90. letech 20. století poslanec České národní rady a Poslanecké sněmovny za ČSSD.

## Biografie
Počátkem 70. let 20. století se přestěhoval za prací na Mostecko a po několik let pracoval v personálním oddělení podniku důl Hlubina.
Ve volbách v roce 1992 byl zvolen do České národní rady za ČSSD (volební obvod Severočeský kraj). Zasedal v ústavněprávním výboru.
Od vzniku samostatné České republiky v lednu 1993 byla ČNR transformována na Poslaneckou sněmovnu Parlamentu České republiky. Zde setrval do sněmovních voleb v roce 1996.
Do roku 1994 byl generálním ředitelem Hornické zaměstnanecké zdravotní pojišťovny. Lidové noviny zjistily, že Petržílek byl společníkem firmy Autocentrum Louny, která s touto pojišťovnou uzavřela smlouvu na výrobu reklamních tabulí. V říjnu 1996 byl obviněn z porušování povinnosti při správě cizího majetku v době svého působení v hornické pojišťovně. Měl poskytnout ručení za závazky jisté obchodní společnosti navzdory tomu, že musel vědět o její špatné hospodářské
situaci. V září 1998 pak byl zadržen a obviněn z pokusu o vraždu a vydírání. Měl být součástí organizované skupiny, která vydírala jednapadesátiletou podnikatelku z Pardubic.
V roce 2001 se uvádí jako advokát z Mostu.